# Adèle Ferrand
Adèle Ferrand (Nanci, 20 de outubro de 1817 – São Pedro (Reunião), 1 de abril de 1848) foi uma pintora e desenhista francesa do século XIX na ilha de La Réunion, no sudoeste do Oceano Índico.